# Monitorul de Brăila
Monitorul de Brăila este un ziar regional din Muntenia din România. Acesta are o ediție electronică este actualizată zilnic, și care conține o parte din articolele publicate în ediția tipărită, și anunțurile de mică publicitate.